# Taekwondo en los Juegos Panamericanos
El taekwondo fue admitido en los Juegos Panamericanos desde la décima edición que se celebró en Indianápolis (Estados Unidos) en 1987.

## Ediciones
| N.º  | Año  | Sede           | País                 |
| ---- | ---- | -------------- | -------------------- |
| I    | 1987 | Indianápolis   | Estados Unidos       |
| II   | 1991 | La Habana      | Cuba                 |
| III  | 1995 | Mar del Plata  | Argentina            |
| IV   | 1999 | Winnipeg       | Canadá               |
| V    | 2003 | Santo Domingo  | República Dominicana |
| VI   | 2007 | Río de Janeiro | Brasil               |
| VII  | 2011 | Guadalajara    | México               |
| VIII | 2015 | Toronto        | Canadá               |
| IX   | 2019 | Lima           | Perú                 |
| X    | 2023 | Santiago       | Chile                |

## Medallero histórico
- Actualizado hasta Santiago 2023.[1]

| Núm. | País                             | Oro | Plata | Bronce | Total |
| ---- | -------------------------------- | --- | ----- | ------ | ----- |
| 1    | México                           | 27  | 12    | 19     | 58    |
| 2    | Estados Unidos                   | 21  | 12    | 23     | 56    |
| 3    | Cuba                             | 16  | 11    | 19     | 46    |
| 4    | Venezuela                        | 9   | 11    | 6      | 26    |
| 5    | Canadá                           | 6   | 10    | 18     | 34    |
| 6    | República Dominicana             | 6   | 8     | 10     | 24    |
| 7    | Argentina                        | 4   | 6     | 18     | 28    |
| 8    | Brasil                           | 4   | 6     | 12     | 22    |
| 9    | Colombia                         | 1   | 5     | 13     | 19    |
| 10   | Guatemala                        | 1   | 2     | 4      | 7     |
| 11   | Puerto Rico                      | 1   | 1     | 15     | 17    |
| 12   | Perú                             | 0   | 4     | 4      | 8     |
| 13   | Nicaragua                        | 0   | 2     | 0      | 2     |
| 14   | Chile                            | 0   | 1     | 7      | 8     |
| 15   | Haití                            | 0   | 1     | 2      | 3     |
| 15   | Islas Vírgenes Estadounidenses   | 0   | 1     | 2      | 3     |
| 17   | Panamá                           | 0   | 1     | 1      | 2     |
| 18   | Bolivia                          | 0   | 1     | 0      | 1     |
| 18   | Equipo de Atletas Independientes | 0   | 1     | 0      | 1     |
| 20   | Ecuador                          | 0   | 0     | 7      | 7     |
| 21   | Trinidad y Tobago                | 0   | 0     | 3      | 3     |
| 22   | Costa Rica                       | 0   | 0     | 2      | 2     |
| 22   | Paraguay                         | 0   | 0     | 2      | 2     |
| 24   | Surinam                          | 0   | 0     | 1      | 1     |
|      | TOTAL                            | 97  | 97    | 191    | 385   |